# I Cavalieri dello zodiaco: Saintia Sho - Le sacre guerriere di Atena
I Cavalieri dello zodiaco: Saintia Sho - Le sacre guerriere di Atena (聖闘士星矢・Saintia翔?, Seinto Seiya - Seintia Shō) è un seinen manga scritto e illustrato da Chimaki Kuori  serializzato sul mensile Champion Red dell'Akita Shoten dal 19 agosto 2013 al 19 luglio 2021 e pubblicato in Italia da Panini Comics dal 30 aprile 2015 all'11 agosto 2022. 
L'opera, spin-off del celebre Saint Seiya - I Cavalieri dello zodiaco di Masami Kurumada, prende il posto, sul mensile di Akita, del precedente spin-off I Cavalieri dello zodiaco - Episode G, di Megumu Okada, conclusosi  con il capitolo 87 (sul numero precedente della rivista). I primi 6 volumi del fumetto sono stati adattati in una serie animata ONA distribuita su Crunchyroll dal 10 dicembre 2018 al 18 febbraio 2019, per un totale di 10 episodi.

## Ambientazione
Come da tradizione del franchising I Cavalieri dello zodiaco, la trama di Saintia Sho vede la reincarnazione terrena della Dea greca Atena, minacciata da divinità a lei ostili, e protetta da un gruppo di guerrieri a lei fedeli detti Saint (o Cavalieri, a seconda delle traduzioni) con lo scopo di proteggere il pianeta Terra da tali entità. Il fumetto introduce un nuovo gruppo esclusivamente femminile di Saint chiamate Saintia, che fungono da "ancelle" di Atena, di cui è parte la protagonista titolare e che presenta differenze con le donne Saint apparse in altre opere (sono prive della maschera per esempio). La trama del manga riprende come antagonista principale la dea Eris (Discordia) dal primo film d'animazione della saga, insieme ad altri elementi della pellicola, oltre che i personaggi di Callisto e Artemide dal sequel diretto di Kurumada Saint Seiya - Next Dimension - Myth of Hades in qualità di aiutanti delle protagoniste.
Saintia Sho è stato anticipato da un prologo pubblicato in anteprima solo sul numero di Champion Red del mese di luglio 2013 sembrava porre la storia come un midquel, ambientato fra il 13° e il 14° volume del manga di Kurumada (ossia, il periodo che divide la prima e la seconda parte della storia del fumetto originale: The Sanctuary e The Poseidon),  tuttavia, le vicende narrate a partire dal primo capitolo del fumetto della Kuori si svolgono parallelamente a quelle narrate da Kurumada nella storia originale, e vedono il gruppo di Saintia raccoltosi intorno alla reincarnazione di Atena, Saori Kido affrontare Eris e il suo esercito, prima e dopo la battaglia alle Dodici Case condotta da Seiya di Pegasus e dagli altri Cavalieri di Bronzo

## Trama
Poco tempo prima della sconfitta di Saga dei Gemelli, alla vigilia della Guerra Galattica, Saori Kido (reincarnazione di Atena) subisce un attacco presso la sua Villa da parte di Ate (capo degli spiriti maligni fedeli alla dea Eris, i Driadi) che intende ucciderla approfittando del basso numero di Cavalieri a sua difesa. 
I piani della Driade vengono però ostacolati da due Saintia, le fanciulle guerriere che fungono da ancelle della dea guerriera: Kyoko di Equuleus e Mii di Dolphin. Quando però Ate riconosce in Shoko, sorella di Kyoko e compagna di scuola di Saori, la ragazza predestinata come ricettacolo della dea della discordia, la Saintia di Equuleus decide di sacrificarsi offrendosi al posto della sorellina come corpo di Eris.
Per onorare e salvare la sorella, Shoko decide quindi di raccoglierne l'eredità come Saintia del Cavallino e di combattere al fianco di Atena come Sho di Equuleus.

## Personaggi

### Saint di Atena
I Saint (聖闘士?, Seinto, lett. "Sacri Guerrieri") sono l'esercito dei Cavalieri della speranza sacri alla Dea Atena, che combattono per la pace nel mondo. Indossano armature chiamate Cloth (聖衣?, Kurosu, lett. "Sacra Veste"), che rappresentano le costellazioni, e sono divisi in tre ranghi: Gold Saint (黄金聖闘士?, Gōrudo Seinto), Silver Saint (白銀聖闘士?, Shirubā Seinto) e Bronze Saint (青銅聖闘士?, Buronzu Seinto), rispettivamente Cavalieri d'oro, argento e bronzo.
Dea Atena, Saori Kido (城戸沙織?, Kido Saori)
Doppiata da: Inori Minase
Reincarnazione della Dea Atena (女神アテナ?, Megami Athena) Saori Kido è protagonista femminile del manga originale e nel sequel Next Dimension, che in questa storia si trova a dovere affrontare la sua prima prova come Atena.

#### Saintia
Le Santia (聖闘少女?, Seintia, lett. "Fanciulle Sacre Guerriere") sono un sottogruppo dell'esercito della Dea Atena a cui appartengono le cinque protagoniste della storia. Essendo le Sacre Guerriere e guardie del corpo personali della Dea, le Santia non devono rinunciare alla loro femminilità, né indossare maschere come gli altri cavalieri donne.
Shō di Equuleus (小馬座の翔?, Ekureusu no Shō)
Doppiata da: Aina Suzuki
Protagonista, nonché corpo prescelto da Eris per la sua reincarnazione. Il suo vero nome è Shōko (翔子?) e fin da bambina si è allenata nel dojo del padre. Succede alla sorella Kyōko come Guerriera della costellazione del Cavallino dopo che questa prende il suo posto come ospite di Eris, decidendo di allenarsi e diventare una Sacra Guerriera per salvarla.
Kyōko di Equuleus (小馬座の響子?, Ekureusu no Kyōko)
Doppiata da: Mao Ichimichi
Sorella maggiore di Shōko, dopo essere partita per un programma di studi della Fondazione Thule, è diventata la Guerriera di Equuleus. Tornata in Giappone cinque anni dopo, ha dovuto rivelare alla sorella la sua identità per proteggerla dall'attacco di una Driade inviata da Eris. Successivamente si sacrifica per proteggere la sorella, prendendo il posto di Shōko come corpo ospite della Dea della Discordia.
Mii di Dolphin (いるか座の美衣?, Dorufin no Mii)
Doppiata da: Megumi Nakajima
Il suo nome completo è Alicia Mii Benethol (アリシア・美衣・ベネトール?, Arishia Mii Benetōru) ed è la Guerriera della costellazione del Delfino, nonché segretaria personale di Saori e compagna di addestramento alla Sacra Accademia con Kyoko, Xiaoling, Katya ed Erda.
Xiaoling di Ursa Minor (こぐま座 のシャオリン?, Urusa minoru no Shaorin)
Doppiata da: Suzuko Mimori
Guerriera della costellazione dell'Orsa Minore, nonché la più giovane e impulsiva, è la terza diplomata alla Sacra Accademia a unirsi al gruppo. Il suo nome completo è 星暁鈴S, Xīng XiǎolíngP.
Katya di Corona Borealis (かんむり座のカティア?, Nōzan Kuraun no Katia)
Doppiata da: Yukiko Morishita
Guerriera della costellazione della Corona Boreale. Inizialmente sembra essersi schierata con Saga di Gemini, dopo che questi l'ha salvata da un seguace di Eris, rivelandogli la vera identità di Saori. Si reca a Tokyo con Juan della costellazione dello Scudo e George della Croce del Sud.
Erda di Cassiopea (カシオペア座のエルダ?, Kashiopea no Eruda)
Doppiata da: Ayana Taketatsu
Guerriera della costellazione di Cassiopea e ultima delle Guerriere a unirsi al gruppo. Unica sopravvissuta alla distruzione della Sacra Accademia perpetrata da Death Mask del Cancro, in modo da fare venire allo scoperto gli ultimi sottoposti di Eris, amplificando il desiderio di vendetta della giovane.

#### Bronze Saint
I Cavalieri di Bronzo sono una casta minore, indossano armature di bronzo, ossia le Bronze Cloth (青銅聖衣?, Buronzu Kurosu), e sono in grado di muoversi e scagliare colpi alla velocità del suono.
Jabu di Unicorn (一角獣星座の邪武?, Yunikōn no Jabu)
Doppiato da: Hideo Ishikawa
Cavaliere di Bronzo, Asher della costellazione dell'Unicorno proviene dal manga originale. In questa storia assistiamo al suo ritorno in Giappone, prima dell'inizio della Guerra Galattica.
Nella serie fanno la loro apparizione, in qualche cameo isolato, tutti i Cavalieri di Bronzo visti nella prima serie della Guerra Galattica, inclusi i cinque protagonisti classici (nell'anime doppiati dai seiyū della serie Hades).

#### Silver Saint
I Cavalieri d'Argento sono una casta intermedia di Cavalieri. Indossano armature d'Argento, le Silver Cloth (白銀聖衣?, Shirubā Kurosu), più resistenti di quelle di bronzo. Possono muoversi e scagliare colpi da due a cinque volte la velocità del suono.
Mayura di Pavo (孔雀座のマユラ?, Pavo no Mayura)
Doppiata da: Rina Satō
Cavaliere d'Argento della costellazione del Pavone, considerata una delle più forti nel Grande Tempio. Dopo la notte degli inganni di 13 anni prima, fuggì dal Grande Tempio, rifugiandosi in Giappone, sul monte Togakushi. Ha due discepoli, Mirai e Shinato, e aiuta Shoko nel suo addestramento di Sacra Guerriera di Atena. Quando la battaglia nel presente finalmente irrompe, scende in azione anche lei, per supportare Saori.
Juan di Scutum (スクトゥムのフアン?, Sukuto~umu no fuan)
Doppiato da: Ryōta Ōsaka
Cavaliere d'Argento della costellazione dello Scudo, esordisce nell'arco della Guerra Galattica. Assieme a George e Katya, gli era stato affidato il compito di catturare Saori Kido ed eliminare i suoi seguaci. Successivamente apprenderà la verità e si schiererà con loro dopo la battaglia alle 12 case. La sua costellazione è ispirata a uno dei "Ghost Five" apparsi nel film "La Dea della Discordia".
George di Crux (南十字座のゲオルク?, Sazan Kurosu no Georuku)
Doppiato da: Tomoaki Maeno
Cavaliere d'Argento della costellazione della Croce del Sud, accompagna Juan e Katya nella missione di assassinio ordinata da Saga di Gemini. Come i colleghi, dopo la battaglia alle 12 case, si schiererà con Atena e i suoi Cavalieri. La sua costellazione è ispirata a uno dei "Cinque Guerrieri Fantasma" apparsi nel film "La Dea della Discordia".
Aeson di Crateris (杯座のアイソン?, Kuraterisu no Aison)
Ex Cavaliere d'Argento della costellazione della Coppa, considerato anch'egli a livello dei Cavalieri d'Oro. Tredici anni prima, salvò la vita a Mayura, aiutandola nella sua fuga. Nel presente, è divenuto un Guerriero Fantasma al servizio di Eris. Apparentemente ha un qualche legame con Kyoko e Shoko, dal momento che le aiuta a incontrarsi e asserisce che il suo intento è quello di proteggerle. La sua Armatura era quella del suo predecessore, Suikyo di Crateris personaggio di Next Dimension.
Nella serie appaiono inoltre figure già note nel manga originale, come Marin di Eagle  e Shaina di Ophiuchus.

#### Gold Saint
Sono i Cavalieri di più alto grado e indossano armature dorate chiamate Gold Cloth (黄金聖衣?, Gōrudo Kurosu), rappresentanti le dodici costellazioni dello zodiaco. Ogni Cavaliere d'Oro è in grado di muoversi e scagliare colpi alla velocità della luce e tutti vengono ripresi dall'opera originale di Kurumada.
Milo di Scorpio (蠍座のミロ?, Sukōpion no Miro)
Doppiato da: Toshihiko Seki
Milo è il Cavaliere d'Oro della costellazione dello Scorpione che, cinque anni prima dell'inizio della storia, salvò le allora bambine Kyōko e Shōko dal primo tentativo della Driade Ate di rapire Shoko per farne il ricettacolo di Eris. A seguito del ritorno della malvagia Dea, si recherà al giardino dell'Eden per fermarne la completa resurrezione. Dopo la battaglia delle dodici Case, si schiererà con Atena, assistendola nella battaglia contro Eris. Durante l'assalto al tempio di Eris, combatterà contro Rigel di Orion (rinato pienamente come la Driade Algea), riuscendo infine a sconfiggerlo rivoltandogli contro le sue stesse fiamme grazie alla Cuspide Scarlatta.
Aiolia di Leo (獅子座のアイオリア?, Reo no Aioria)
Doppiato da: Hideyuki Tanaka
Cavaliere d'Oro della costellazione del Leone, Ioria è fratello minore di Micene del Sagittario, proviene dal manga originale. Appare al Grande Tempio di Atene mentre parla con Scorpio, percependo che il ritorno di Eris è vicino. Dopo le 12 case, si metterà al servizio di Saori, aiutandola nella battaglia.
Aphrodite di Pisces
Doppiato da: Keiichi Nanba
Cavaliere d'Oro della costellazione dei Pesci, Fish appare al Grande Tempio di Atene mentre parla con il Grande Sacerdote Arles. Esegue l'ordine di rapire Atena e portarla al Grande Tempio, ma poi la riporta sana e salva al palazzo di Thule.
Saga di Gemini (双子座のサガ?, Jemini no Saga)
Doppiato da: Ryōtarō Okiayu
Personaggio del manga originale, Cavaliere d'Oro della costellazione dei Gemelli e usurpatore della carica di Grande Sacerdote (il capo dei Saint). Possiede due personalità, una buona e l'altra malvagia e assetata di potere; quest'ultima provò a uccidere Saori neonata dopo avere usurpato il posto del Gran Sacerdote. Appare mentre percepisce il risveglio di Eris. Dopo che il suo lato malvagio viene epurato dallo scudo di Atena, nella battaglia finale alle 12 case, tale spirito ascende al cielo, tornando sulla Terra assieme alla Dea della Discordia. Dotato di un nuovo corpo, torna nuovamente a combattere Atena e i suoi Cavalieri.
Aiolos di Sagittarius (射手座のアイオロス?, Sajitariasu no Aiorosu)
Doppiato da: Yūsaku Yara
Personaggio proveniente dal manga originale, Micene è il Cavaliere d'Oro della costellazione del Sagittario che salvò Saori e l'affidò prima di morire al duca Alman di Thule (anch'egli proveniente dal manga originale). Il suo spirito appare per proteggere la dea attraverso la sua armatura d'Oro del Sagittario.
Death Mask di Cancer (蟹座のデスマスク?, Kyansa no Desumasuku)
Doppiato da: Ryōichi Tanaka
Personaggio del manga originale e Cavaliere d'Oro della costellazione del Cancro. Cancer è il responsabile della distruzione della Sacra Accademia, nel tentativo di fare venire allo scoperto gli ultimi sottoposti di Eris, motivo per cui Erda di Cassiopea desidera vendicarsi contro di lui. Dopo la sua sconfitta per mano di Sirio il Dragone, la sua anima verrà posseduta dalla Driade Poena, che lo farà risorgere dalla parte di Eris come Death Mask di Punishment. In seguito verrà liberato proprio da Erda, e prima di trapassare definitivamente utilizzerà il suo colpo (gli Strati di Spirito) per mandare la Driade in un'altra dimensione.
Mu di Aries (牡羊座アリエスのムウ?, Ariesu no Mū)
Doppiato da: Takumi Yamazaki
Riparatore di armature e Cavaliere d'Oro della costellazione dell'Ariete, il grande Mu proviene dall'opera originale di Kurumada. Dopo le dodici case, giura fedeltà ad Atena come gli altri, e la assiste nella battaglia contro la Dea della Discordia.
Shaka di Virgo (乙女座のシャカ?, Barugo no Shaka)
Doppiato da: Yūji Mitsuya
Cavaliere d'Oro della costellazione della Vergine, che appare nella serie originale. Dopo la battaglia alle dodici case, Virgo aiuta nella difesa del Grande Tempio, impedendo a Disnomia di fare risorgere come "Guerrieri Fantasma" i Cavalieri d'Oro deceduti. Coordina le operazioni assieme agli altri Cavalieri d'Oro sopravvissuti. Durante l'assalto finale dei Saint all'Eden di Eris, si scontra con Disnomia nella tredicesima casa del Santuario, scoprendo che il suo Tenbu Hōrin su di lei non funziona.
Nella serie compaiono anche gli altri Gold Saint Camus di Acquarius, Aldebaran di Taurus, Shura di Capricorn e Dohko di Libra, anche se in camei isolati.

### Antagonisti
Eris, la Dea malvagia (邪神エリス?, Jashin Erisu)
Doppiata da: Mao Ichimichi
Dea della discordia e antica nemica di Atena, risvegliata dalla cometa Repuls. Vuole impossessarsi del corpo di Shōko per potere rinascere completamente. Può creare dei guerrieri (che si riferiscono a lei chiamandola "madre") tramite dei semi e le radici dell'Albero del Conflitto.
Ares, Dio della Guerra (戦神アレス?, Senjin Aresu)
Dio della Guerra, sconfitto da Atena ai tempi del mito. Non è ancora chiaro se Saga sia la sua reincarnazione (data la somiglianza al dio mitologico e il termine "fratellino" a lui rivolto dalla dea della discordia), o se Eris voglia solamente usarlo come contenitore per lo spirito del dio.

#### Driadi
Figli e guerrieri di Eris, le Driadi (邪精霊?, Doriādo, lett. "Spiriti maligni") possono attaccare utilizzando dei rovi che escono dal loro corpo e le loro armature ricordano delle foglie. Non sono esseri umani, ma incarnazioni delle loro emozioni negative, attraverso cui trovano sostentamento. Se distrutti possono tornare in vita, creandosi un nuovo corpo dalle radici dell'Albero del Conflitto. Indossano armature rosse chiamate Leaf (邪霊衣?, Rīfu, lett. "Vesti spettrali maligne").
Ate di Ruin (破滅のアテ?, Ruin no Ate)
Doppiata da: Rika Tachibana
Figlia di Eris e Driade della distruzione e della rovina. È colei che prima delle Galaxian Wars cerca di rapire Shōko per farla diventare il ricettacolo di sua madre. Non riuscendoci, decide di rapire sua sorella Kyōko per farne il corpo ospite di Eris. Viene rincontrata da Shoko nelle Montagne della Rovina, dopo che Phobos ci nasconde lì uno fermagli di Artemide rubati alle Saintia. Dopo averlo distrutto, Ate comincia un duro scontro con la Saintia di Equuleus, durante il quale verrà uccisa da Eris stessa. Tra i suoi poteri c'è quello di potere creare dei suoi alter ego (a cui si riferisce come "sorelline") meno potenti. Il suo fiore simbolo è quello dell'Erba di San Giovanni, nota in Giappone come Otogiriso e considerata presagio di sventura.
Phonos di Murder (殺戮のフォノス?, Mādā no Fonosu)
Doppiato da: Kenji Nojima
Fratello di Ate e Driade dell'Omicidio. Nonostante come tutte le Driadi abbia un fiore simbolo (la digitale, che nel linguaggio dei fiori simboleggia le cose proibite), a differenza delle sorelle i suoi poteri e i suoi attacchi riprendono come simbologia un animale: il ragno. Viene sconfitto da Milo, e (a detta di quest'ultimo) sembra soffrire di un complesso di Edipo verso Eris.
Emoni di Malice (悪意のエモニ?, Marisu no Emoni)
Doppiata da: Mari Takano
Sorella minore di Ate e Phonos, Driade della Malizia. Appare come una bimba vestita in stile Gothic Lolita con un orsacchiotto di pezza parlante di nome Mick (ミック?, Mikku). Combatte contro Mii per due volte, prima in forma di bambina e poi in versione adolescenziale, venendo però sconfitta in entrambe le occasioni. Dopo l'ultima sconfitta, non riuscirà più a rinascere come le altre Driadi, dal momento che, a detta di Disnomia, è diventata "nutrimento per qualcun altro". Nei suoi attacchi utilizza i fiori di lobelia, che nel linguaggio dei fiori significa "malevolenza".
Disnomia di Lawless (無法のデュスノミア?, Rōresu no Dyusunomia)
Driade del Disordine e dell'anarchia. Compare per la prima volta nel cimitero del Santuario, con l'intenzione di resuscitare i Gold Saints che morirono durante la ribellione di Saga, venendo però respinta da Shaka. Successivamente riappare nel tempio di Eris, dove ha una discussione con sua sorella Ate. Durante l'assalto finale dei Saint all'Eden di Eris, riesce a infiltrarsi nella tredicesima casa del Santuario, dove si scontra nuovamente con Shaka. In questo frangente si scopre essere immune al Tenbu Hōrin dell'avversario con il suo potere, quello di riuscire a sovvertire le leggi stesse dell'universo, trasportando poi il Gold Saint in un'altra dimensione in cui esse non hanno senso.
Mania di Madness (狂気のマニア?, Maddonesu no Mania)
Driade della Follia. Si tratta di una ex-compagna di Kyoko alla Santa Accademia, che provava molta ammirazione per la Santia di Equeluus. Dopo essere rinata come Driade il suo aspetto è praticamente identico a quello di Shoko, della quale vuole prendere il posto come sorella di Kyoko e da cui viene sconfitta nel tentativo di proteggere Atena nel tempio di Eris. Il suo fiore simbolo è la bougainvillea.
Limós di Famine (飢餓のリモス?, Fanī no Rimosu)
Nome con cui si presenta Yūfa (ユファ?, Yūfa), vecchia amica d'infanzia e compagna di studi di Xiaoling. Morta in seguito alla sua partenza alla Sacra Accademia, viene in seguito resuscitata da Eris come Driade della Carestia. Si scontra per ben due volte proprio contro Xiaoling; la prima quando quest'ultima va alla ricerca dell'albero di Demetra, mentre la seconda alla Foresta della Fame, dopo che Phobos ci nasconde lì uno fermagli di Artemide rubati alle Saintia. In quest'ultimo frangente tenterà definitivamente di ucciderla, in modo da lasciarsi alle spalle l'identità di Yūfa e diventare pienamente Limós, venendo però sconfitta. Il suo fiore simbolo è il lupino (probabilmente alludendo alla prerogativa che avrebbero alcune specie di "mangiare" il suolo su cui crescono, esaurendolo in breve tempo).
Poena di Revenge (復讐のポイネ?, Fukushū no Poine)
Driade della Vendetta, che appare sotto forma di spirito amorfo e senza corpo. Dopo la ribellione di Saga prende possesso dell'anima di Death Mask, ottenendo così un corpo fisico e rinominandosi Death Mask di Punishment (パニシメントのデスマスク?, Panishimento no Desumasuku). Sotto questa veste combatte contro Mu ed Erda durante l'irruzione dei Saint al tempio di Eris; nonostante la Saintia riesca a distruggere il suo corpo fisico, Poena si rivela e decide quindi di fare di lei la sua nuova ospite. Tuttavia, poco prima di riuscirci, l'anima di Death Mask si manifesta un'ultima volta, scacciando Poena in un'altra dimensione. Il suo fiore simbolo è l'ibisco rosso (di cui odora anche la stessa Erda).
Rigel di Orion (オリオン座のリゲル?, Orion no Rigeru)
Doppiato da: Yasuyuki Kase
Ex-Silver Saint di Orione, il cui potere era considerato quasi pari a quello di un Gold Saint. Quando apprende che la Saintia di nome Kyoko (alla quale è molto legato) è divenuta il ricettacolo di Eris, tradisce il Santuario e si schiera dalla sua parte, convertendosi in Ghost per proteggerla. Durante l'assalto al tempio di Eris, si presenta invece come Driade del Dolore, fronteggiando Milo con il nome di Algea di Pain (悲愴のアルギア?, Pein no Arugea). La sua costellazione è ispirata a uno dei "Ghost Five" apparsi nel film "La dea della discordia".
Lete di Oblivion (忘却のレーデ?, Oburibion no Rēde)
Driade della Dimenticanza, che prende possesso del corpo di Maria, la sorella minore di Katya, durante i suoi studi alla Sacra Accademia. Dopo che Maria viene purificata, si presenta davanti alla Saintia, intenzionata a fare di lei la sua nuova ospite, ma grazie anche all'aiuto dell'anima della sorella, Katya riesce a sconfiggerla usando il fermaglio di Artemide. Come per Poena, si presenta come spirito amorfo una volta che l'anima del corpo ospite scompare. Il suo fiore simbolo è l'anemone, che nel linguaggio dei fiori significa "abbandono".
Isminai di Duel (闘争のヒスミナイ?, Dyueru no Hisuminai)
Driade dei Duelli e dei combattimenti. Durante l'assalto al tempio di Eris, è colei che attacca Aiolia, che tentava di intercettare la cometa Neo Repulse diretta verso la Terra. Sfruttando la sua incredibile velocità, riuscirà a ferirlo attaccandolo con le lame della sua Leaf attraverso le fessure della Cloth, venendo però colpita dal Lightning Plasma del Gold Saint. Riesce però a sopravvivere, infettando Aiolia con il suo attacco (che fa bruciare il "sangue del conflitto" di chi lo riceve) prima di fuggire. Il suo fiore simbolo è l'achillea, che nel linguaggio dei fiori significa "guerra".
Horkos di Oath (誓言のホルコス?, Ōsu no Horukosu)
Driade dei Giuramenti, che viene affrontato da Mii al Lago dei Giuramenti, dopo che Phobos ci nasconde lì uno fermagli di Artemide rubati alle Saintia. Dopo avere portato al lago anche Edward, un amico d'infanzia che Mii ha abbandonato per entrare con Saori alla Sacra Accademia, Horkos appare in forma spirituale, scaraventando i due in acqua in modo da punirli per avere infranto il giuramento che si erano fatti in passato. Prende quindi possesso del corpo dello stesso Edward, prima di ingaggiare direttamente battaglia con la Saintia del Delfino. Verrà sconfitto da quest'ultima grazie al fermaglio di Artemide dopo avere abbandonato il corpo di Edward per entrare nel suo.
Androctasia di Massacre (虐殺のアンドロクタシア?, Masakā no Andorokutashia)
Driade del Massacro, che viene incontrata da Erda nella Valle del Massacro dopo che Phobos ci nasconde lì uno dei fermagli di Artemide rubati alle Saintia. Viene accompagnata da altre due Driadi, Patty di Deceit (欺瞞のパティ?, Dishīdo no Pati) e Layla di Plunder (略奪のレイラ?, Purandā no Reira), rispettivamente le Driadi dell'Inganno e del Saccheggio, con le quali forma le "tre sorelle del massacro". In passato erano delle Black Saint provenienti dall'isola Death Queen (rispettivamente di Cassiopea, del Delfino e dell'Orsa Minore), che vennero uccise da Erda e poi successivamente rinate come Driadi a causa dei loro desideri egoistici. Nonostante il loro status di Driadi sembrano comunque piuttosto deboli, visto che vengono di nuovo sconfitte da Erda.
Pseudea di Lies (戯言のフセウドス?, Raizu no Fuseudosu)
Driade delle Bugie, una delle cinque Driadi arrivate sulla Terra insieme alla cometa Neo Repulse durante l'assalto al tempio di Eris. Come Emony viene presentata come una bambina, e a dispetto della sua dimensione ingaggia battaglia contro Aldebaran, venendo però respinta. Il suo nome è ispirato agli Pseudo-logoi, le bugie, che nella mitologia greca venivano considerati figli di Eris.

#### Ghost
I Ghost (邪霊士?, Gōsuto, lett. "Fantasmi maligni guerrieri") sono la casta più bassa tra i servitori di Eris, il cui livello è inferiore a quello dei Bronze Saint. Tra di essi però annoverano anche esseri umani, che nascono quando uno dei semi Evil Seed, sparsi per il mondo da Eris fiorisce dopo essere entrato nel cuore di un essere umano. Nel caso dei Saint, Eris può anche fornire loro una copia di una Cloth somigliante a quella che indossavano in passato. Personaggi simili ai Ghost, denominati Ghost Saint, sono presenti anche nel film "La dea della discordia". Oltre a Rigel e Aeson, è apparso anche Toki (斗樹?) (doppiato da Shunsuke Takeuchi), uno degli orfani mandati da Mitsumasa Kido in giro per il mondo per diventare Saint, che viene trasformato in Ghost da uno degli Evil Seed di Eris a causa del suo odio verso la Fondazione Grado di Atena e che viene fermato da Jabu davanti alla casa di Saori e da lei purificato.

#### Phantom di Ares
I Phantom (狂闘霊?, Fantomu, lett. "Folli spiriti guerrieri") sono un gruppo di esseri spirituali (e perciò provvisti di un corpo transitorio) fedeli al dio Ares ed alleati di Eris, dal momento che la resurrezione del dio della guerra rappresenta l'obiettivo ultimo della dea della discordia. Indossano delle corazze denominate Armour (闘衣?, āmā, lett. "Vesti da combattimento"). Non sono da confondere con il gruppo di guerrieri umani denominato Berserker, menzionati nell'artbook Cosmo Special e poi apparsi nell'undicesimo volume della serie Extra de I Cavalieri dello zodiaco - The Lost Canvas.
Harmonia di Harmony (ハーモニー・デ・ハーモニー?, Hāmonī no Harumonia)
Detta anche "la Maga dell'Eden", è una dei Phantom dell'esercito di Ares, nonché guardiana dell'ingresso al tempio di Eris. Appare per la prima volta dopo che Atena è stata catturata da Eris, cominciando a cantare in modo che la vegetazione dell'"Eden celeste" attorno al tempio di Eris incominci a fiorire con l'energia di Atena. Lei è anche il primo ostacolo che si para davanti alle Saintia una volta arrivate al tempio di Eris. In questo frangente mostra per la prima volta il suo colpo segreto, in grado di trasformare i suoi avversari in fiori.
Phobos di Defeat (敗走のフォボス?, Difīto no Fobosu)
Phantom che fa parte dell'esercito di Ares durante la guerra sacra contro Atena nel XX secolo, presentato come il fratello minore di Deimos e Harmonia. Dotato di grandi poteri, riesce a rubare i fermagli divini donati da Artemide alle Saintia, per poi nasconderli in luoghi pericolosi attorno al tempio di Eris. Successivamente attacca di persona le Saintia, sconfiggendole facilmente grazie al suo Cosmo: chiunque lo subisca infatti viene automaticamente "sconfitto" e perde la voglia di combattere. Mentre si appresta a finirle, tuttavia, viene attaccato da Liuthos, che lo trafigge con le sue frecce purificatrici costringendolo a battere in ritirata.
Deimos di Fear (フィアーのデイモス?, Fiā no Deimosu)
Phantom che fa parte dell'esercito di Ares durante la guerra sacra contro Atena nel XX secolo, presentato come il fratello maggiore di Phobos e Harmonia. Dopo che Milo ha sconfitto Rigel, entra in campo per fronteggiarlo, riuscendo a metterlo in difficoltà con il suo Cosmo, in grado di paralizzare dal terrore chiunque lo subisca. Tale combattimento viene interrotto dal risveglio di Ares, cosa che spinge Deimos a riunirsi con Phobos e Harmonia. Assorbe Deimos nel suo corpo, mentre questi sta per morire. Alla fine della battaglia la sua anima (insieme a quella del fratello) viene trasformata in fiore dalla sorella Harmonia.

### Altri personaggi
Rumi
Doppiata da: Ayaka Ōhashi
Migliore amica di Shōko.
Padre di Shōko e Kyōko
Doppiato da: Yasuhiro Mamiya
Insegnante di karate e gestore di un dojo, appare nel primo capitolo. Ha adottato le due sorelle dopo che gli sono state affidate da Mayura. Viene rivelato essere il fratello minore del maggiordomo di Saori.
Takumaru Tatsumi (辰巳徳丸?, Tatsumi Takumaru)
Doppiato da: Hisao Egawa
Fedele maggiordomo e guardia del corpo di Saori, proveniente dal manga originale. É il fratello maggiore del padre adottivo di Shoko e Kyoko.
Mitsumadsa Kido (城戸光政?, Kido Mitsumasa)
Fondatore della Fondazione Grado e nonno adottivo di Saori. Deceduto cinque anni prima degli eventi della storia, proviene dal manga originale. Appare in un flashback.
Maria (マリア?)
Sorella minore di Katya. In passato era un'allieva della Sacra Accademia, ma venne uccisa dopo che, posseduta dalla Driade Lete, tentò di uccidere Atena. Viene rincontrata da Katya nel Fiume dell'Oblio, dopo che Phobos ci nasconde lì uno fermagli di Artemide rubati alle Saintia. Combatte contro Katya sotto l'influenza della Driade, venendo infine purificata. La sua anima riappare in seguito, dando a Katya la forza necessaria per sconfiggere definitivamente Lete.
Callisto (カリスト?, Karisuto)
Comandante delle Satellite e braccio destro di Artemide, proveniente dal manga Saint Seiya - Next Dimension - Myth of Hades. Indossa un'armatura argentea e possiede uno scettro a mezzaluna, simile a quello della dea Artemide. Accoglie Katya ed Erda quando si recano al tempio di Artemide per chiedere aiuto, donando poi loro (dopo una serie di prove) i fermagli divini e la veste lunare di Artemide.
Artemide (アルテミス?, Arutemisu)
Dea della Luna (月の女神?, Tsuki no Megami) appartenente al gruppo dei Dodici Olimpi. Concede a Katya un'udienza, donandole degli artefatti divini per assisterle nella battaglia, e pregando per la vittoria di sua sorella, Atena. Come per la sua sottoposta Callisto, anche per Artemide viene ripresa la versione creata da per Next Dimensionì piuttosto che dalla sua versione cinematografica.
Ryuthos (リュトス?, Ryutosu)
Un bambino seguace di Artemide che si allena per entrare a far parte dei guerrieri della dea. Si scontra con Erda e Katya al loro arrivo sull'Olimpo, ma in seguito instaura una buona relazione con la Saintia di Cassiopea. Durante l'assalto delle Saintia all'Eden di Eris decide di aiutarle, ma non potendo lasciare il tempio di Artemide per via della sua età decide di sacrificare il suo ruolo di discepolo della dea della luna per invecchiare di dieci anni. Comincia quindi ad affrontare Phobos, dopo aver salvato Erda e le altre Saintia da lui. Come altri guerrieri della dea della Luna è solito combattere con un arco, ma è anche dotato dei sandali di Hermes che gli permettono di volare.

## Media

### Manga
Il manga è stato scritto e disegnato da Chimaki Kuori e serializzato dal 19 agosto 2013 al 19 luglio 2021 sulla rivista Champion Red edita da Akita Shoten. I capitoli sono stati raccolti in sedici volumi tankōbon pubblicati dal 6 dicembre 2013 al 20 gennaio 2022.
In Italia la serie è stata pubblicata da Panini Comics sotto l'etichetta Planet Manga nella collana Manga Legend dal 30 aprile 2015 all'11 agosto 2022.

#### Volumi
| Nº | Titolo italiano Giapponese 「Kanji」 - Rōmaji | Data di prima pubblicazione              | Data di prima pubblicazione             |
| Nº | Titolo italiano Giapponese 「Kanji」 - Rōmaji | Giapponese                               | Italiano                                |
| 1  | I Cavalieri dello zodiaco: Saintia Sho - Le Sacre Guerriere di Atena 1 「聖闘士星矢セインティア翔 第1巻」 - Seinto Seiya - Seintia Shō 1 | 6 dicembre 2013 ISBN 978-4-253-23593-8   | 30 aprile 2015                          |
| 1  | Capitoli - Stage 01: Shoko e Kyoko (翔子と響子?, Shōko to Kyōko) - Stage 02: Le Saintia di Atena (女神の聖闘少女?, Athena no Seintia) - Stage 03: La Driade Ate (邪精霊アテ?, Jaseirei Ate) - Stage 04: Destino (宿命?, Shukumei) |                                          |                                         |
| 2  | I Cavalieri dello zodiaco: Saintia Sho - Le Sacre Guerriere di Atena 2 「聖闘士星矢セインティア翔 第2巻」 - Seinto Seiya - Seintia Shō 2 | 20 giugno 2014 ISBN 978-4-253-23594-5    | 29 agosto 2015                          |
| 2  | Capitoli - Stage 05: La decisione di entrambe (それぞれの決意?, Sorezore no ketsui) - Stage 06: I semi del male (邪悪なる種子?, Jaaku naru shushi) - Stage 07: Virtù e vizio (正と邪?, Sei to ja) - Stage 08: Riunione (再会?, Saikai) |                                          |                                         |
| 3  | I Cavalieri dello zodiaco: Saintia Sho - Le Sacre Guerriere di Atena 3 「聖闘士星矢セインティア翔 第3巻」 - Seinto Seiya - Seintia Shō 3 | 20 ottobre 2014 ISBN 978-4-253-23595-2   | 19 dicembre 2015                        |
| 3  | Capitoli - Stage 09: Un cuore che si rifiuta di rinunciare (あきらめない心?, Akiramenai kokoro) - Stage 10: Il guerriero dorato (黄金の戦士?, Ōgon no senshi) - Stage 11: La stella del tradimento (裏切りの星?, Uragiri no hoshi) - Stage 12: Conclusione (決着?, Kecchaku) |                                          |                                         |
| 4  | I Cavalieri dello zodiaco: Saintia Sho - Le Sacre Guerriere di Atena 4 「聖闘士星矢セインティア翔 第4巻」 - Seinto Seiya - Seintia Shō 4 | 20 febbraio 2015 ISBN 978-4-253-23596-9  | 21 aprile 2016                          |
| 4  | Capitoli - Stage 13: Galaxian Wars (銀河戦争?, Gyarakushian Wōzu) - Stage 14: Come un Pegaso (ペガサスのように?, Pegasasu no yōni) - Stage 15: Katya (カティア?, Katia) - Stage 16: Aphrodite (アフロディーテ?, Afurodīte) |                                          |                                         |
| 5  | I Cavalieri dello zodiaco: Saintia Sho - Le Sacre Guerriere di Atena 5 「聖闘士星矢セインティア翔 第5巻」 - Seinto Seiya - Seintia Shō 5 | 20 maggio 2015 ISBN 978-4-253-23597-6    | 12 gennaio 2017                         |
| 5  | Capitoli - Stage 17: Il bene e il male (善と悪?, Zen to aku) - Stage 18: Erda (エルダ?, Eruda) - Stage 19: La notte prima della battaglia decisiva (決戦前夜?, Kessen zen'ya) - Stage 20: Cuori rivolti in avanti (向かう心?, Mukau kokoro) - Stage 21: Battaglia mortale nelle dodici case (十二宮の死闘?, Jūnikyū no shitō) |                                          |                                         |
| 6  | I Cavalieri dello zodiaco: Saintia Sho - Le Sacre Guerriere di Atena 6 「聖闘士星矢セインティア翔 第6巻」 - Seinto Seiya - Seintia Shō 6 | 20 ottobre 2015 ISBN 978-4-253-23598-3   | 6 aprile 2017                           |
| 6  | Capitoli - Stage 22: La resurrezione di Eris (復活のエリス?, Fukkatsu no Erisu) - Stage 23: Il tempio dell'albero del male (邪樹の神殿?, Jaju no shinden) - Stage 24: Il giardino della malizia (悪意の庭?, Aku no niwa) - Stage 25: Giuramento (誓い?, Chikai) - Stage 26: I custodi (護り人たち?, Mamori hito-tachi) |                                          |                                         |
| 7  | I Cavalieri dello zodiaco: Saintia Sho - Le Sacre Guerriere di Atena 7 「聖闘士星矢セインティア翔 第7巻」 - Seinto Seiya - Seintia Shō 7 | 18 marzo 2016 ISBN 978-4-253-23599-0     | 3 agosto 2017                           |
| 7  | Capitoli - Stage 27: La mela d'oro (黄金の林檎?, Ōgon no ringo) - Stage 28: Il sortilegio (呪縛?, Jubaku) - Stage 29: Irruzione (突入?, Totsunyū) - Stage 30: Sentimenti contrastanti (相克の想い?, Sōkoku no omoi) |                                          |                                         |
| 8  | I Cavalieri dello zodiaco: Saintia Sho - Le Sacre Guerriere di Atena 8 「聖闘士星矢セインティア翔 第8巻」 - Seinto Seiya - Seintia Shō 8 | 8 giugno 2016 ISBN 978-4-253-23600-3     | 9 novembre 2017                         |
| 8  | Capitoli - Stage 31: Il vortice della battaglia (争いの渦?, Arasoi no uzu) - Stage 32: Incontro inaspettato (邂逅?, Kaigō) - Stage 33: Sulla collina delle stelle cadenti (星降る丘にて?, Hoshifuru oka nite) - Stage 34: Il Tempio della Luna (月の神殿?, Tsuki no shinden) |                                          |                                         |
| 9  | I Cavalieri dello zodiaco: Saintia Sho - Le Sacre Guerriere di Atena 9 「聖闘士星矢セインティア翔 第9巻」 - Seinto Seiya - Seintia Shō 9 | 20 dicembre 2016 ISBN 978-4-253-23601-0  | 8 febbraio 2018                         |
| 9  | Capitoli - Stage 35: Germogli (萌芽?, Hōga) - Stage 36: Nemico Mortale (仇敵?, Kyūteki) - Stage 37: Nel Santuario (聖域にて?, Sankuchuari nite) - Stage 38: Attaccamento (執心?, Shūshin) - Stage 39: Nel profondo del bosco antico (古の森の奥?, Ko no mori no oku) - Stage 40: La stella speciale (特別な星?, Tokubetsuna hoshi) |                                          |                                         |
| 10 | I Cavalieri dello zodiaco: Saintia Sho - Le Sacre Guerriere di Atena 10 「聖闘士星矢セインティア翔 第10巻」 - Seinto Seiya - Seintia Shō 10 | 18 agosto 2017 ISBN 978-4-253-23602-7    | 14 giugno 2018                          |
| 10 | Capitoli - Stage 41: La cometa Repulse (彗星レパルス?, Suisei Revurusu) - Stage 42: Invasione (侵攻?, Shinkō) - Stage 43: Atena imprigionata (囚われの女神?, Toraware no megami) - Stage 44: Il dovere delle Saintia (聖闘少女のつとめ?, Saintia no tsutome) - Stage 45: Fato (因縁?, In'nen) - Stage 46: Il giardino dell'Eden (天上のエデン?, Tenjō no Eden) |                                          |                                         |
| 11 | I Cavalieri dello zodiaco: Saintia Sho - Le Sacre Guerriere di Atena 11 「聖闘士星矢セインティア翔 第11巻」 - Seinto Seiya - Seintia Shō 11 | 20 febbraio 2018 ISBN 978-4-253-23881-6  | 9 agosto 2018                           |
| 11 | Capitoli - Stage 47: Le profondità dell'abisso (奈落の底?, Naraku no soko) - Stage 48: Tentativo (挑戦?, Chōsen) - Stage 49: La fiamma della giustizia (正義の炎?, Seigi no honō) - Stage 50: La voce della distruzione (滅びの声?, Horobi no koe) - Stage 51: L'antitesi (抗うもの?, Aragau mono) - Stage 52: Un'anima dorata (黄金の魂?, Kogane no tamashī) |                                          |                                         |
| 12 | I Cavalieri dello zodiaco: Saintia Sho - Le Sacre Guerriere di Atena 12 「聖闘士星矢セインティア翔 第12巻」 - Seinto Seiya - Seintia Shō 12 | 20 dicembre 2018 ISBN 978-4-253-23882-3  | 27 giugno 2019                          |
| 12 | Capitoli - Stage 53: Caduta dal cielo (天より降るもの?, Ten yori furu mono) - Stage 54: Invito nella disperazione (絶望への誘い?, Zetsubō e no sasoi) - Stage 55: Il gioco delle perdenti (敗者のゲーム?, Haisha no Gēmu) - Stage 56: Oblio (忘却?, Bōkyaku) - Stage 57: Cicatrice (傷跡?, Kizuato) - Stage 58: Una decisione dolorosa (悲しき決意?, Kanashiki ketsui) - Stage 59: Disgelo (雪解け?, Yukidoke) |                                          |                                         |
| 13 | I Cavalieri dello zodiaco: Saintia Sho - Le Sacre Guerriere di Atena 13 「聖闘士星矢セインティア翔 第13巻」 - Seinto Seiya - Seintia Shō 13 | 20 agosto 2019 ISBN 978-4-253-23883-0    | 5 marzo 2020                            |
| 13 | Capitoli (traduzioni letterali dei titoli) - Stage 60: Il prezzo del desiderio (願の代償?, Gan no daishō) - Stage 61: Brama (渇望?, Katsubō) - Stage 62: La prima stella (一番星?, Ichiban hoshi) - Stage 63: Veleno del desiderio (願いの毒?, Negai no doku) - Stage 64: Fiore senza frutti (徒花?, Adabana) - Stage 65: Guida verso la rovina (破滅への導き?, Hametsu e no michibiki) |                                          |                                         |
| 14 | I Cavalieri dello zodiaco: Saintia Sho - Le Sacre Guerriere di Atena 14 「聖闘士星矢セインティア翔 第14巻」 - Seinto Seiya - Seintia Shō 14 | 17 settembre 2020 ISBN 978-4-253-23884-7 | 14 ottobre 2021 ISBN 978-88-287-6222-5  |
| 14 | Capitoli (traduzioni letterali dei titoli) - Stage 66: Ali della speranza (希望の翼?, Kibō no tsubasa) - Stage 67: Un desiderio su una meteora (願いの流星?, Negai no ryūsei) - Stage 68: La lama del duello (闘争の刃?, Tōsō no ha) - Stage 69: L'indistruttibile lama del cuore (折れない心?, Orenai kokoro) - Stage 70: Il fiore del giuramento (誓いの花?, Chikai no hana) - Stage 71: Il cuore di Atena (アテナの心?, Atena no kokoro) - Stage 72: Svegliati (目覚め?, Mezame)                                          |                                          |                                         |
| 15 | I Cavalieri dello zodiaco: Saintia Sho - Le Sacre Guerriere di Atena 15 「聖闘士星矢セインティア翔 第15巻」 - Seinto Seiya - Seintia Shō 15 | 20 aprile 2021 ISBN 978-4-253-23885-4    | 10 febbraio 2022 ISBN 978-88-287-6529-5 |
| 15 | Capitoli - Stage 73: La maga del giardino dell'Eden (楽園の魔女?, Rakuen no majo) - Stage 74: La fiamma che covano (宿る炎?, Yadoru honō) - Stage 75: Fratelli in battaglia (戦いの兄妹?, Tatakai no kyōdai) - Stage 76: Il risveglio del dio della guerra (戦神覚醒?, Senjin kakusei) - Stage 77: Game Over (ゲームオーバー?, Gēmu Ōbā) - Stage 78: La freccia della determinazione (決意の矢?, Ketsui no ya) - Stage 79: Lapidi (墓標?, Bohyō)                                                                             |                                          |                                         |
| 16 | I Cavalieri dello zodiaco: Saintia Sho - Le Sacre Guerriere di Atena 16 「聖闘士星矢セインティア翔 第16巻」 - Seinto Seiya - Seintia Shō 16 | 20 gennaio 2022 ISBN 978-4-253-23886-1   | 11 agosto 2022 ISBN 978-88-287-1724-9   |
| 16 | Capitoli (traduzioni letterali dei titoli) - Stage 80: Le profondità dell'oscurità (闇の深?, Yami no fuka) - Stage 81: La giustizia dei Saint (聖闘士の正義?, Seinto no seigi) - Stage 82: Chiamata (呼び声?, Yobigoe) - Stage 83: Grande incontro!! (大集結!!?, Dai shūketsu!) - Stage 84: Il suo desiderio (彼女の願い?, Kanojo no negai) - Stage 85: Un cuore tenero (寄り添う心?, Yorisou kokoro) - Stage 86: Il potere di credere (信じあう力?, Shinji au chikara) - Extra Story 〜Requiem〜 (EXTRA STORY 〜Requiem〜?) |                                          |                                         |

#### Capitoli non ancora raccolti in formatotankōbon
- Prólogo (プロローグ?, Purorōgu)
- Stage extra (番外編?, Bangai-hen)

### Anime
Un adattamento ONA, realizzato dallo studio d'animazione Gonzo in collaborazione con Toei Animation e diretto da Masato Tamagawa, è stato trasmesso dal 10 dicembre 2018 al 18 febbraio 2019. La sceneggiatura della serie è per opera di Ikuko Takahashi, il character design è di Keiichi Ishikawa e Ayana Hishino e la colonna sonora è composta da Toshihiko Sahashi. La sigla d'apertura è The Beautiful Brave cantata da Aina Suzuki, Mao Ichimichi, Inori Minase e Megumi Nakajima. L'anime è stato trasmesso in simulcast tramite la piattaforma Crunchyroll sottotitolata in varie lingue, fra cui l'italiano.

#### Episodi
| Nº | Titolo italiano Giapponese 「Kanji」 - Rōmaji | In onda          | In onda |
| Nº | Titolo italiano Giapponese 「Kanji」 - Rōmaji | Giapponese       |         |
| 1  | Le sorelle del destino! Shōko e Kyōko 「宿命の姉妹！翔子と響子」 - Shukumei no shimai! Shōko to Kyōko | 10 dicembre 2018 |         |
| 1  | Mentre Saori Kido si prepara per l'inizio della Guerra Galattica, una ragazza di nome Shōko viene attaccata da una Driade, che cerca di trasformarla nella reincarnazione di Eris, la Dea della Discordia. Dopo essere stata salvata da sua sorella maggiore Kyōko, rivelatasi una Sacra Guerriera di Atena, la ragazza viene condotta al palazzo di Saori per essere protetta, ma la Driade si ripresenta, sconfiggendole e tentando di fare entrare nuovamente in Shōko lo spirito di Eris. Tuttavia, prima che possa riuscirci, Kyōko interviene e sacrifica se stessa, diventando la reincarnazione della Dea della Discordia e scomparendo subito dopo. |                  |         |
| 2  | Decisioni individuali! La dea e le Saintia 「それぞれの決意！女神と聖闘少女」 - Sorezore no ketsui! Megami to Seintia | 17 dicembre 2018 |         |
| 2  | Shōko viene condotta sul monte Togakushi per allenarsi a diventare una Saintia. Una volta raggiunta la montagna, Shōko incontra il Cavaliere d'Argento della costellazione del Pavone, Mayura, famosa per essere in grado di istruire diversi Saint in tempi record. Mentre Mayura affronta Shōko e i suoi demoni interiori, Saori viene attaccata nel suo palazzo da Toki, uno dei Ghost di Eris, che viene subito purificato. Shōko riesce infine a superare la prova di Mayura, mentre nello stesso istante gli Evil Seeds di Eris iniziano a cadere su tutta la terra.                                                                                   |                  |         |
| 3  | Un fiore che sboccia nell'oscurità! I Driadi di Eris 「闇に咲く！エリスの邪精霊たち」 - Yami ni saku! Erisu no doriādo-tachi | 24 dicembre 2018 |         |
| 4  | Dolorosa riunione! Il legame delle sorelle separate 「哀しみの再会！隔たれた姉妹の絆」 - Kanashimi no saikai! Hedatareta shimai no kizuna | 7 gennaio 2019   |         |
| 5  | Vola! Come Pegasus 「翔べ！ペガサスのように」 - Tobe! Pegasasu no yō ni | 14 gennaio 2019  |         |
| 6  | Scontro fra anime! Saori VS il Grande Sacerdote 「せめぎ合う魂！沙織vs.教皇」 - Semegiau tamashī! Saori tai Kyōkō | 21 gennaio 2019  |         |
| 7  | La battaglia delle dodici case! Il fascino dei terrificanti Ghost 「十二宮の死闘！恐るべき邪霊の幻惑」 - Jūnikyū no shitō! Osorubeki jarei no genwaku | 28 gennaio 2019  |         |
| 8  | Scontro tra Incubi! I pugni del Leone divampano! 「悪夢の激突！燃えあがる獅子の拳」 - Akumu no gekitotsu! Moeagaru shishi no ken | 4 febbraio 2019  |         |
| 9  | Una spirale di conflitto! La mela d'oro e la devozione di Orione 「争いの渦！ 黄金の林檎とオリオンの献身」 - Arasoi no uzu! Ōgon no ringo to Orion no kenshin | 11 febbraio 2019 |         |
| 10 | Brillate Saintia! Alla fine di una nobile preghiera 「輝け少女たちよ！気高き祈りの果てに」 - Kagayake shōjo-tachi yo! Kedakaki inori no hate ni | 18 febbraio 2019 |         |